# Imre Madách

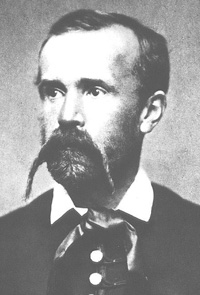
Imre Madách (1823–1864)

Imre Madách (ur. 20 stycznia 1823, Alsósztregova; zm. 5 października 1864, Alsósztregova) – węgierski dramaturg, autor m.in. dramatu Az ember tragédiája (Tragedia człowieka). 

## Życiorys
Madách studiował prawo, po którego ukończeniu został prowincjalnym urzędnikiem państwowym. Klęska rewolucji węgierskiej w 1848 i nieszczęśliwe małżeństwo wpłynęły na kształtowanie się jego osobowości artystycznej. W tym stanie pół załamania, pół izolacji powstało w 1861 jego główne dzieło Tragedia człowieka. To obejmujący ok. 4000 wersów dramatyczny poemat, który swą formą przypomina nieco Fausta Goethego. Kojarzy się również z Rajem utraconym Johna Miltona. Poemat ten przetłumaczono na ponad 18 języków i jest przedstawiany na scenach teatralnych w wielu krajach świata.
Madácha na jego artystycznej drodze wspierał radą inny dziewiętnastowieczny autor węgierski János Arany.

## Twórczość, wybór dzieł
- Cywilizator (1859)
- Tragedia człowieka (1861)
- Mojżesz (1861)